# Gary Richrath
Gary Richrath (Peoria (Illinois), 18 oktober 1949 – East Peoria (Illinois), 13 september 2015) was een Amerikaans gitarist, zanger en tekstschrijver van de Amerikaanse band REO Speedwagon.

## Carrière
In 1970 vervoegde Richrath zich als leadgitarist bij REO Speedwagon. Hij schreef onder meer de liedjes Ridin' the Storm Out (1973) en Take It On The Run (1981) voor die groep. Ook zong hij een aantal liedjes in zoals Find My Fortune uit 1973. Een van de hits van REO Speedwagon was "Keep On Loving You" (1981). Sinds de allereerste editie in december 1999, onafgebroken terug te vinden in de jaarlijkse NPO Radio 2 Top 2000 van de Nederlandse publieke radiozender NPO Radio 2. In 1989 verliet Richrath REO Speedwagon om solo verder te gaan. Het resultaat was het album Only The Strong Survive uit 1992.
In 2013 keerde Richrath eenmalig terug bij REO Speedwagon voor een benefietconcert samen met onder meer Styx en Richard Marx.
Richrath overleed in 2015 op 65-jarige leeftijd.
- Biblioteca Nacional de España: XX1088027
- International Standard Name Identifier: 0000 0003 8190 1021
- MusicBrainz: b88309d9-8407-40e5-8ee0-af39975e623d
- Nationale Bibliotheek van Tsjechië: xx0144642
- Virtual International Authority File: 262916766
- WorldCat: E39PBJgt6XqCqDKY9VQcvbkbh3